# Gestion de la performance organisationnelle
 (mars 2011).
- Si vous ne connaissez pas le sujet, laissez ce bandeau (vous pouvez alors contacter les auteurs).
- Si vous supprimez le contenu mis en cause (vous pouvez préalablement contacter les auteurs),

argumentez précisément cette suppression dans la page de discussion
(un manque de référence n'est pas un argument ; une recherche réelle de référence doit avoir été effectuée, être formellement documentée).
 (mars 2011).
Si vous disposez d'ouvrages ou d'articles de référence ou si vous connaissez des sites web de qualité traitant du thème abordé ici, merci de compléter l'article en donnant les références utiles à sa vérifiabilité et en les liant à la section « Notes et références ».
La gestion de la performance organisationnelle (GPO) est la manière qu'une organisation planifie, organise, contrôle et se dirige afin de réaliser un objectif, la mise en œuvre d'une stratégie ou de l'accomplissement d'un travail ou d'une activité.
L'approche dite « classique », initiée au début du XXe siècle, circonscrivait la notion la performance à une simple question de la rentabilité de l'entreprise.
Autour des années 2000, l'approche plurielle étendit la notion de performance à de nouvelles dimensions, notamment celle sociale. Depuis, la GPO se consolide en domaines de connaissance de plus en plus définis. En ce sens, la GPO représente un ensemble d’activités permettant :
- de définir les objectifs de performance (traduire la stratégie de l’organisation en objectifs);
- de mettre en œuvre tous les moyens nécessaires à l’atteinte des objectifs (pertinence);
- de piloter la performance (efficacité et efficience) :
  - de mesurer et de suivre l’exécution et les résultats obtenus (indicateurs, tableaux de bord, etc);
  - de soutenir la gouvernance en les informant et en les conseillant;
  - d’améliorer l’ensemble de la performance organisationnelle (processus, culture, gestion et gouvernance, etc).

## Traduction
Le terme « gestion de la performance » est une traduction littérale de l'anglais performance management. Cette traduction hâtive induit un glissement conceptuel, car dans les pays anglophones, le mot « performance » ne recouvre pas la même réalité que dans les pays francophones.
La « performance » française constitue nécessairement un résultat au-delà de la moyenne. Ainsi, même mauvaise, la performance d’un sportif est meilleure que celle d’une personne normale.
Au contraire, le « performance » anglais se réfère au comportement, à la tenue ou au travail. Le performance management est donc une « gestion des prestations » et non une « gestion des bons résultats ». De même, les « indicateurs de performance » utilisés dans le domaine des ressources humaines, ne signifient pas que tous les employés de l'entreprise sont excellents : il s'agit en réalité d'indicateurs de comportement.

## Approches

### Approche classique et déterminante

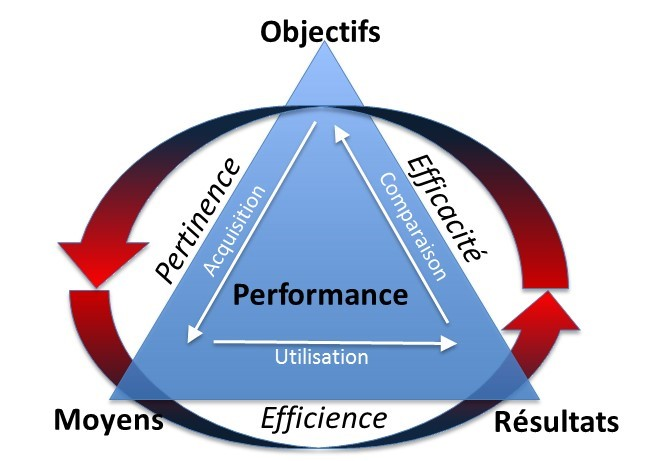
Modèle bonifié de performance de Gibert (DB).

Le modèle de performance de Gibert (1980) décrit la performance dans une relation ternaire entre les objectifs visés (cibles, estimations, projections), les moyens pour les réaliser (les ressources humaines, matérielles, financières ou informationnelles) et les résultats obtenus (biens, produits, services, etc.). Cette définition de la performance s'applique à tout système ordonné (individu, organisation, système, etc.) qui produit des résultats à partir de ressources de base. La mesure de la performance est alors réalisée sur trois axes : la pertinence (le rapport entre les objectifs initiaux et les ressources acquises pour les atteindre), l'efficience (le rapport entre les résultats obtenus et les ressources utilisées) et l'efficacité (le rapport entre les résultats obtenus et les objectifs initiaux). À qualité égale, on peut dès lors parler d'optimisation de la performance en appliquant cette optimisation sur chacun des trois axes, soit en optimisant les méthodes d'acquisition des ressources pour n'obtenir que ce qui est nécessaire (pertinence), soit en optimisant les méthodes de production des résultats afin de diminuer la consommation des ressources (efficience) et/ou, encore, soit en optimisant la fixation des objectifs sur les résultats obtenus le plus réalistement possible (efficacité). 

### Approche plurielle
à compléter

## Concepts
Capital humain: 
Afin d’améliorer la performance d’un employé, il est primordial d’évaluer l’ensemble des compétences, des expériences, des connaissances, des talents, des qualifications et des qualités de l’ouvrier. À l’aide de ce concept, les employés peuvent augmenter leur rentabilité ainsi que celle de l’entreprise. « Il faut respecter plusieurs critères pour s’assurer que la gestion de la performance des employés est bien plus qu’une simple évaluation du rendement et qu’elle conduit vers la performance organisationnelle ». Pour assurer la performance de son équipe, l’organisation doit mettre en place un système de gestion de la performance qui répond à ses objectifs et ses valeurs. De plus, il faut concevoir des plans de développement qui découle des objectifs des entreprises et de ses membres. Enfin, il faut mettre en place des normes d’évaluation dans le but de répondre aux exigences de l’entreprise
Management:
Le management est l’ensemble de techniques organisationnelles qu’utilisent les dirigeants d’une entreprise dans le but de perfectionner la performance et la rentabilité de leur organisation.

## Application
L’application de la performance dans une organisation est une méthode permettant d’atteindre les objectifs organisationnels en réalisant des produits et services de qualité à partir des justes ressources. Cette trinité à tempérance variable fait en sorte que le mouvement d'un seul axe doit s'équilibrer sur les deux autres en tout temps: l'ajout de nouveaux objectifs doit faire réviser les ressources disponibles ainsi que les produits et services livrés; le retrait de ressources doit vérifier les impacts sur l'atteinte des objectifs et des produits et services produits; etc. Il est dès lors important de toujours évaluer la performance sur ses trois axes, soit la pertinence, l'efficience et l'efficacité.

## Bénéfices
Dans chaque environnement, il est possible d’évaluer la performance de chacun et de chacune afin d’améliorer le rendement d’un groupe d’individus. La gestion de la performance permet aussi aux organisations de mieux communiquer leurs buts communs et opérationnels. En effet, lorsque la performance atteint son plus haut niveau, l’entreprise peut bénéficier d’une panoplie d’avantages tels qu’une augmentation du revenu de l’organisation, une amélioration des liens interpersonnels entre les membres ainsi que la simplification des tâches des dirigeants en implantant un système de contrôle. De plus lorsqu'une entreprise réalise une augmentation importante de ses revenus, il est évident que tous ses membres peuvent y bénéficier. Dans cette perspective, les employés qui améliorent leur performance peuvent ainsi connaître une hausse salariale ce qui augmente, de la même manière, leur reconnaissance au sein de l'organisation pour laquelle ils travaillent. Bref, ceci peut les encourager à contribuer davantage au succès de l'entreprise, ce qui amène l'organisation à profiter de cette performance.